# Carmen Gutiérrez Ibañes
Carmen Gutiérrez Ibañes (Saragossa, 2 de novembre de 1969) és una actriu espanyola.

## Biografia
Llicenciada en Art Dramàtic per la Reial Escola Superior d'Art Dramàtic de Madrid i en Dret per la Universitat de Saragossa.
El paper amb el qual aconseguiria més popularitat és el de Benita Sánchez en la sèrie Amar en tiempos revueltosinterpretant a una dona maltractada psicològicament per la seva germana que acaba embogint. Per aquesta interpretació seria nominada al Premi Unión de Actores a la millor actriu secundària de televisió el 2011.
L'any 2012 va participar en la minisèrie sobre la vida de la cantant Isabel Pantoja titulada Mi gitana, iinterpretant a Mayte Zaldívar, exdona de Julián Muñoz, exalcalde de Marbella. En 2014 participa en la sèrie Los misterios de Laura interpretant a Isabel Villanueva durant diversos episodis.
En la pantalla ha aparegut a El mal ajeno, La soledat i Cándida.
En 2014 escriu i dirigeix el seu primer curtmetratge Laisa amb el qual guanya el Certamen Cine y Mujer d'Andorra i obté el segon premi del jurat en el Festival Faludi a Budapest.

## Filmografia seleccionada

### Televisió
- 45 revoluciones com a Elisa (2019)
- Secretos de Estado com Directora d'Institut (2018)
- Grupo 2 Homicidios com Paqui en un episodi (2017)
- 11-D, Una mañana de invierno com Adela (2017)
- El Caso: Crónica de sucesos com Loli durant quatre episodis (2016)
- El Ministerio del tiempo como María Cristina de Borbón-Dos Sicilias en un episodi (2015)
- Ciega a citas durant dos episodis (2014)
- Los misterios de Laura com Isabel Villanueva durant set episodis (2014)
- Mi gitana com Mayte Zaldívar en tots els episodis (2012)
- Amar en tiempos revueltos com Beníta Sánchez durant més de 200 episodis (2010-2012)
- Acusados com Ana durant dos episodis (2010)
- Cuéntame cómo pasó com Cristina Pousa en sis episodis (2005 a 2009)
- Física o química com Cristina en dos episodis (2009)
- Hospital Central com Yolanda i Irene durant quatr3 episodis (2004 i 2009)
- La tira com Encarna Villar durant tota la sèrie, 230 episodis (2008)
- Herederos com infermera durant dos episodis (2007)
- Génesis com Teresa, en un episodi (2006)
- El comisario com María, en un episodi (2006)
- Gominolas com Alicia (2007)

### Cinema

#### Llargmetratges
- El mal ajeno com Ángela (2010)
- La soledat com Miriam (2007)
- Cándida como la secretàia de Pablo (2006)

## Premis
Premis Simón
| Any  | Categoria            | Pel·lícula                                    | Resultat   |
| ---- | -------------------- | --------------------------------------------- | ---------- |
| 2017 | Millor interpretació | Grupo 2 Homicidios: «El crimen de la pensión» | Guanyadora |
| 2015 | Millor Curtmetratge  | Laisa                                         | Nominada   |

Gala Raccord (Aragonia)
| Any  | Categoria     | Pel·lícula | Resultat   |
| ---- | ------------- | ---------- | ---------- |
| 2017 | Millor Actriu | Némesis    | Guanyadora |

Festival de Cinema La Fila de Valladolid
| Any  | Categoria     | Pel·lícula      | Resultat   |
| ---- | ------------- | --------------- | ---------- |
| 2017 | Millor Actriu | Ya no te quiero | Guanyadora |

Premis de la Unión de Actores
| Any  | Categoria                | Pel·lícula                | Resultat |
| ---- | ------------------------ | ------------------------- | -------- |
| 2011 | Millor Actriu Secundària | Amor en tiempos revueltos | Nominada |

Festival Cine yMujer d'Andorra
| Any  | Categoria           | Pel·lícula | Resultat   |
| ---- | ------------------- | ---------- | ---------- |
| 2015 | Millor Curtmetratge | Laisa      | Guanyadora |

Festival Internacional Faludi
| Any  | Categoria   | Pel·lícula | Resultat   |
| ---- | ----------- | ---------- | ---------- |
| 2015 | Segon Premi | Laisa      | Guanyadora |

Festival Fuentes de Ebro
| Any  | Categoria                  | Pel·lícula | Resultat   |
| ---- | -------------------------- | ---------- | ---------- |
| 2014 | Millor Actriu Protagonista | Laisa      | Guanyadora |
| 2014 | Millor Actriu Secundària   | Laisa      | Guanyadora |
| 2014 | Millor Guió                | Laisa      | Nominada   |
| 2014 | Millor Direcció            | Laisa      | Nominada   |